# Periostina
La periostina o osteoblast specific factor o POSTN è una proteina che nell'uomo è codificata dal gene POSTN. La sua sovra-espressione è stata segnalata in diversi tipi di cancro; essa, infatti, si ritrova più frequente nell'ambiente circostante le cellule tumorali.
Di recente ricercatori sono riusciti nel topo a bloccare la produzione di questa proteina usando anticorpi contro essa diretti, bloccando così la formazione di metastasi.